# Comuna Cruzești, Chișinău
Comuna Cruzești este o comună din municipiul Chișinău, Republica Moldova. Este formată din satele Cruzești (sat-reședință) și Ceroborta.

## Demografie
Conform datelor recensământului din 2014, comuna are o populație de 1.815 locuitori. La recensământul din 2004 erau 1.655 de locuitori.

## Administrație și politică
Componența Consiliului local Cruzești (9 consilieri), ales la 5 noiembrie 2023, este următoarea:
|  | Partid                                | Consilieri | Componență | Componență | Componență | Componență | Componență |
|  | ------------------------------------- | ---------- | ---------- | ---------- | ---------- | ---------- | ---------- |
|  | Partidul Liberal                      | 5          |            |            |            |            |            |
|  | Mișcarea Alternativa Națională        | 2          |            |            |            |            |            |
|  | Partidul Liberal Democrat din Moldova | 1          |            |            |            |            |            |
|  | Partidul Acțiune și Solidaritate      | 1          |            |            |            |            |            |